# Victoria Schultheis
Victoria Schultheis es una deportista maltesa que compite en vela en la clase 49er FX. Ganó una medalla de bronce en el Campeonato Europeo de 49er de 2021.

## Palmarés internacional
| \| Campeonato Europeo \| Campeonato Europeo \| Campeonato Europeo \| Campeonato Europeo \| \| Año \| Lugar \| Medalla \| Clase \| \| ------------------ \| ------------------ \| ------------------ \| ------------------ \| \| 2021 \| Salónica (Grecia) \| Medalla de bronce \| 49er FX \| |                   |                   |         |
| Campeonato Europeo |                   |                   |         |
| Año | Lugar             | Medalla           | Clase   |
| 2021 | Salónica (Grecia) | Medalla de bronce | 49er FX |